# Eutrichota megerlei
Eutrichota megerlei är en tvåvingeart som först beskrevs av Johann Wilhelm Meigen 1826.  Eutrichota megerlei ingår i släktet Eutrichota och familjen blomsterflugor.
Artens utbredningsområde är Österrike. Inga underarter finns listade i Catalogue of Life.